# Bogatu Român
Bogatu Român – wieś w Rumunii, w okręgu Sybin, w gminie Păuca. W 2011 roku liczyła 494 mieszkańców.